# Arielle Kebbel
Arielle Caroline Kebbel (Winter Park, Florida, 19 de fevereiro de 1985) é uma atriz e modelo norte-americana. Ela é mais conhecida por filmes como American Pie Presents: Band Camp, John Tucker Must Die, Vampires Suck e Aquamarine, bem como em séries televisivas, incluindo 90210, The Vampire Diaries, Gilmore Girls e Life Unexpected.

## Biografia
Em 2002, Arielle terminou o ensino médio com 17 anos pela "The Crenshaw School", localizada em Winter Park na Flórida, e a partir daí começou a trabalhar. Sua mãe é a Sheri Kebbel, que é uma agente de talentos artísticos de Hollywood e que possui uma companhia de produção artística. Arielle Kebbel tem dois irmãos, que são: Julia Kebbel e o Christian Kebbel.

## Carreira de atriz
Seu primeiro trabalho na televisão foi em "Gilmore Girls". Nesta série, Arielle participou de 9 episódios que deram a ela uma grande chance para crescer como atriz. Antes disso fez pequenas participações em séries de televisão famosas, como: "Lei e Ordem", "CSI", "Entourage", e no filme de comédia "Uma Festa No Ar".
Após fazer papéis secundários, Arielle começou a fazer papéis principais como em "Todas Contra John" e no filme de terror "Pânico no Deserto".
Em 2006, interpreta a esnobe e popular patricinha Cecilia Banks, a principal antagonista do filme "Aquamarine".
Mas o que a levou à fama mundial foi o famoso filme adolescente "American Pie: Tocando a Maior Zona" e o filme de suspense "The Grudge 2".
Os últimos filmes em que participou foram "Daydreamer", "Para Sempre Vencedor" e ainda no suspense-drama "O Mistério das Duas Irmãs", esse último que teve novamente Arielle como uma das duas atrizes principais, atuando o lado da atriz australiana Emily Browning.
Trabalhou também na famosa série de televisão "The Vampire Diaries" (do canal The CW), no episódio 8 da 1ª temporada (intitulado "162 Candles"), no episódio 15 da 2ª temporada (intitulado "The Dinner Party") e no episódio 7 da 3ª temporada (intitulado de "Ghost World"), no qual interpreta a personagem Lexi, uma vampira, e melhor amiga de um dos protagonistas da história: o Stefan Salvatore (interpretado por Paul Wesley). Fora a isso, a Arielle Kebbel também apareceu no oitavo episódio da 4ª temporada, onde se passará na década de 40, também apareceu no último episódio da 5ª temporada, do outro lado junto ao melhor amigo Stefan. Ela também participou do último episódio da 8ª temporada de "The Vampire Diaries", essa que foi a oitava temporada e também a conclusão da série.
Interpreta Paige na série de televisão "Life Unexpected" como personagem secundária e também interpreta "Vanessa" na série de televisão "90210", que entra para o elenco principal na 4° temporada.
Atualmente apresenta o reality-show chamado "Perfect Score", transmitido pelo The CW.

## Filmografia

### Televisão
| Ano             | Título                            | Papel                        | Nota                           |
| --------------- | --------------------------------- | ---------------------------- | ------------------------------ |
| 2003            | CSI: Crime Scene Investigation    | Right Teen                   | 1 episódio                     |
| 2003            | Judging Amy                       | Paige Lange                  | 1 episódio                     |
| 2003            | Law & Order: Special Victims Unit | Andrea Kent                  | 1 episódio                     |
| 2003-2004       | Gilmore Girls                     | Lindsay Anne Lister Forester | 9 episódios                    |
| 2004            | Entourage                         | Layla                        | 1 episódio                     |
| 2004            | Grounded for Life                 | Taya                         | 5 episódios                    |
| 2005            | CSI: Miami                        | Pam Carpenter                | 1 episódio                     |
| 2005            | Clubhouse                         | Kat                          | 1 episódio                     |
| 2006            | Shark                             | Sydney Blair                 | 1 episódio                     |
| 2007            | Football Wives                    | Nicole Holt                  | Piloto (não-apanhado)          |
| 2009            | No Heroics                        | Sandy                        | Filme Piloto (não-selecionado) |
| 2009-2014, 2017 | The Vampire Diaries               | Alexia "Lexi" Branson        | 8 episódios                    |
| 2010            | True Blood                        | Charlene                     | 1 episódio                     |
| 2010            | Life Unexpected                   | Paige Thomas                 | 7 episódios                    |
| 2011            | Marcy                             | Arielle                      | 1 episódio                     |
| 2011            | Good Vibes                        | Payton                       | 1 episódio                     |
| 2011            | 90210                             | Vanessa Shaw                 | 15 episódios                   |
| 2012            | Hawaii Five-0                     | Nicole Carr                  | 1 episódio                     |
| 2012            | Audrey                            | Marissa                      | 4 episódios                    |
| 2013            | Perfect Score                     | Ela mesma                    | Game show                      |
| 2013            | Instant Mom                       | Stephanie's Friend           | Elenco Recorrente              |
| 2014            | Sweet Surrender                   | Nancy                        | Telefilme                      |
| 2014            | The AfterTammy                    | Web série                    | 1 episódio                     |
| 2015            | Bridal Wave                       | Georgie Dwyer                |                                |
| 2015            | UnREAL                            | Britney                      | Elenco Recorrente              |
| 2017-2018       | Midnigth, Texas                   | Olivia Charity               | Elenco Regular                 |
| 2022            | 9-1-1                             | Lucy Donato                  | 8 Episódios                    |

### Filmes
| Ano  | Título                                      | Papel            |
| ---- | ------------------------------------------- | ---------------- |
| 2004 | Soul Plane                                  | Heather Hunkee   |
| 2005 | The Kid & I                                 | Arielle          |
| 2005 | American Pie Presents: Band Camp            | Elyse Houston    |
| 2005 | Dirty Deeds                                 | Alison           |
| 2005 | Reeker                                      | Cookie           |
| 2005 | Be Cool                                     | Robin            |
| 2006 | Outlaw Trail: The Treasure of Butch Cassidy | Ellie            |
| 2006 | The Grudge 2                                | Allison Flemming |
| 2006 | John Tucker Must Die                        | Carrie Schaeffer |
| 2006 | Aquamarine                                  | Cecilia Banks    |
| 2006 | The Bros.                                   | Kim              |
| 2007 | Daydreamer                                  | Casey Green      |
| 2008 | Forever Strong                              | Emily            |
| 2008 | Freakdog                                    | Catherine Thomas |
| 2009 | The Uninvited                               | Alex Ivers       |
| 2010 | Brooklyn to Manhattan                       | Chloe            |
| 2010 | Vampires Suck                               | Rachel           |
| 2010 | Answer This!                                | Naomi            |
| 2011 | I Melt with You                             | Randi            |
| 2011 | The Brooklyn Brothers Beat the Best         | Cassidy          |
| 2011 | Mardi Gras: Spring Break                    | Lucy             |
| 2012 | Supporting Characters                       | Jamie            |
| 2012 | Think Like a Man                            | Gina             |
| 2018 | Cinquenta Tons de Liberdade                 | Gia Matteo       |